# Ridgeway, Missouri
Ridgeway är en ort i Harrison County i delstaten Missouri, USA.